# Cestovní stipendia
Cestovní stipendia (1903, Bourses de voyage) je méně známý dobrodružný román francouzského spisovatele Julesa Verna z jeho cyklu Podivuhodné cesty (Les Voyages extraordinaires).

## Obsah románu
Dílo, které autor vytvořil téměř na sklonku svého života, vypráví dramatický příběh skupiny osmi chlapců z jedné londýnské školy, kteří byli za odměnu vybráni na prázdnový výlet na lodi po ostrovech Velkých a Malých Antil. Výlet pro studenty uspořádala paní Seymourová, milionářka žijící osaměle na jednom z antilských ostrovů, v rámci své dobročinné činnosti. Návštěvou u ní měl také výlet skončit a každý student měl od ní ještě obdržet stipedium 700 liber šterlinků.
Výprava pod vedením profesora latiny Pattersona se měla nalodit na loď Alert kapitána Paxtona v irském přístavu Queenstown (dnes Cobh) v Corkském zálivu. Díky propagaci celé akce v tisku se o lodi, která čekala na své cestující, dozvěděl i vůdce uprchlých trestanců z místního vězení Harry Markel. Pod jeho vedením zločinci povraždili posádku a chtěli na lodi prchnout. Bezvětří však zmemožnilo plachetnici vyplout z přístavu. Když pak přijela skupina chlapců se svým vedoucím, museli zločinci sehrát roli původní posádky. Na moři se chtěl Markel cestujících zbavit, ale pak si uvědomil, že každý z chlapců dostane na konci cesty slíbené stipendium, a změnil svůj plán.
Výlet tedy probíhal přesně podle původních propozic sponzora a na jeho konci paní Seymourová vyplatila slíbená stipendia. Vyjádřila zároveň přání, aby jejího známého, loďmistra Willa Mitze, loď odvezla do Anglie, což nemohl Markel odmítnout. Mitz však na lodi v noci náhodně vyslechl plán zločinců na povraždění cestujících a podařilo se mu zločince zavřít v podpalubí. Když pak na lodi nenadále vypukl požár, který zřejmě způsobili opilí zločinci, chlapci a Patterson s pomocí Mitze opustili loď na malém člunu těsně před jejím zánikem. Byli pak zachránění jinou lodí a šťastně se vrátili domů.
Příběh, který by se pohodlně vešel do knihy daleko menšího rozsahu, rozmělnil Verne mnohdy až únavnými podrobnostmi o každém navštíveném antilském ostrově tak, že se mu z něho podařilo vytvořit dvoudílný román.

## Ilustrace
Knihu Cestovní stipendia ilustroval Léon Benett.

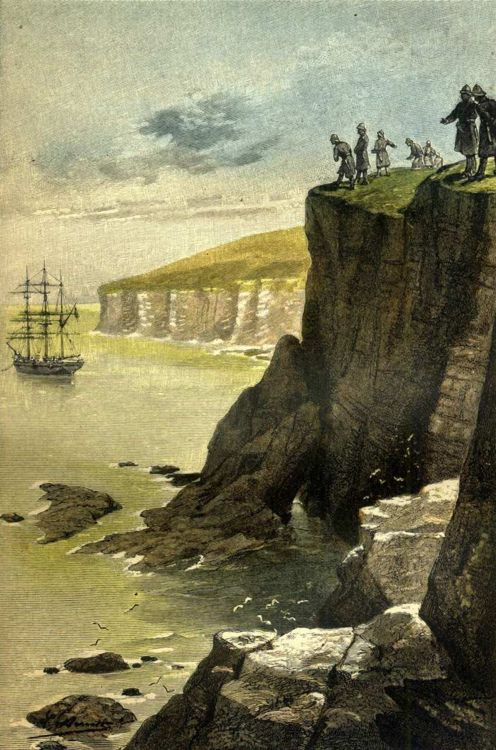
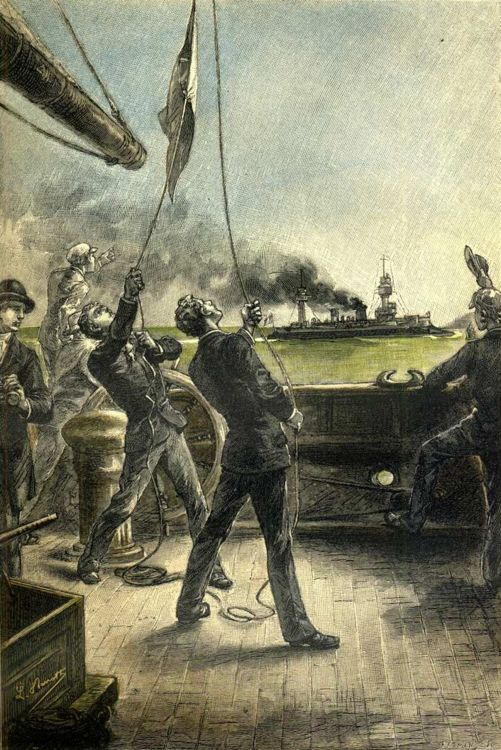
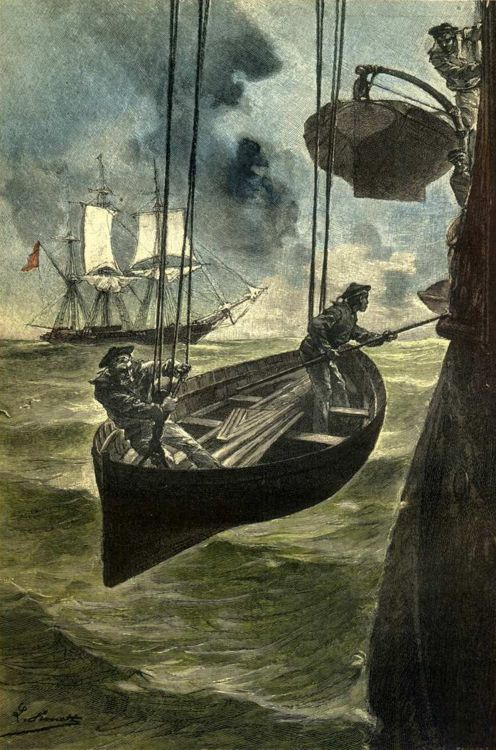
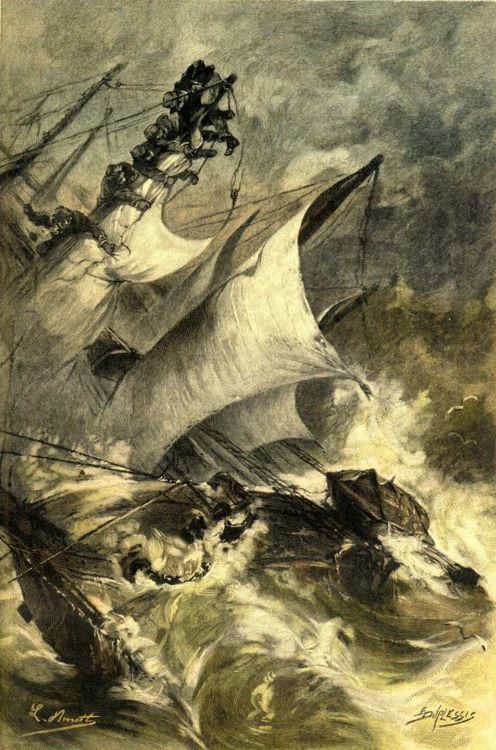
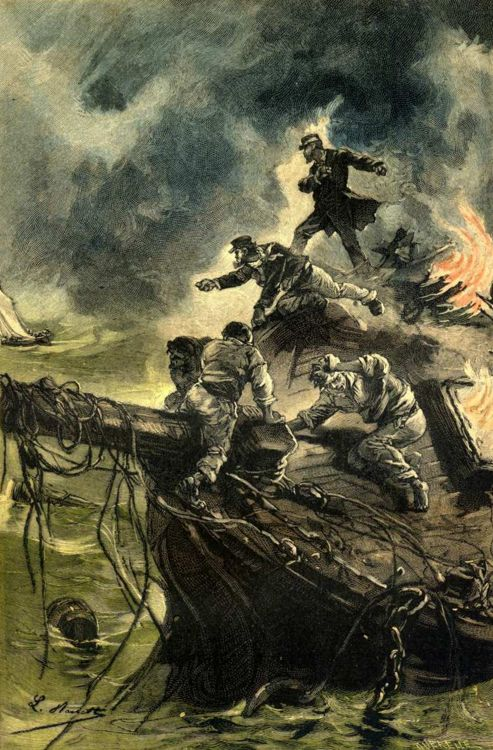

## Česká vydání
- Cestovní stipendia, Burkart, Brno 1909, přeložil Vítězslav Unzeitig,
- Cestovní stipendia, Eduard Beaufort, Praha 1913, přeložil Vítězslav Unzeitig, dva svazky,
- Cestovní stipendia, Návrat, Brno 1996, přeložil Vítězslav Unzeitig.
- Cestovní stipendia, Nakladatelství Josef Vybíral, Žalkovice 2020, přeložil Vítězslav Unzeitig.